# Sebastian Schmitt (Politiker)
Sebastian Schmitt (* 1988) ist ein deutscher Politiker (SPD). Seit 2022 ist er Abgeordneter im Landtag des Saarlandes.

## Leben
Sebastian Schmitt besuchte das Albert-Schweitzer-Gymnasium in Dillingen mit Abschluss Abitur. Anschließend studierte er Politikwissenschaft und Öffentliches Recht an der Universität Trier sowie zusätzlich Verwaltungswissenschaften in Speyer und Tallinn. Er war dann im saarländischen Ministerium für Wirtschaft, Arbeit, Energie und Verkehr beschäftigt.

## Politik
Sebastian Schmitt trat 2007 in die SPD ein und wurde 2014 Vorsitzender des SPD-Ortsvereins Beckingen sowie 2020 Vorsitzender des SPD-Gemeindeverbands Beckingen. Er ist Mitglied im Gemeinderat von Beckingen und stellvertretender Fraktionsvorsitzender. Bei der Landtagswahl im Saarland 2022 erhielt er im Wahlkreis Saarlouis ein Abgeordnetenmandat für den Landtag des Saarlandes.